# Lajedo do Tabocal
Lajedo do Tabocal – miasto i gmina w Brazylii, w stanie Bahia. Znajduje się w mezoregionie Centro-Sul Baiano i mikroregionie Jequié.